# 洱源文庙
洱源文庙，即浪穹县文庙，位于云南省大理州洱源县茈碧湖镇玉湖社区温泉街，始建于明洪武十八年（1385年），原建筑现存大成殿。1996年12月公布为第五批洱源县文物保护单位。2013年10月23日公布为第五批大理州文物保护单位。

## 历史
洱源文庙始建于明洪武十八年（1385年），由知县金文举建于分司署址。弘治五年（1492年），分守参政毛科迁建于县治西山之麓，即今址，后因年久失修而倾圮。万历八年（1580年），知县陈橙改建崇圣祠、尊经阁。清康熙元年（1662年），知县罗时昇重修。二十四年（1685年）知县吴文鹭建云路坊。二十八年（1689年）知县赵珙、教谕张端亮、训导刘发祥重修。三十一年（1892年）通判黄元治新造神座，并增拓左右两翼。雍正十三年（1735年）知县关士信重修。乾隆二十九年、三十年（1764—1765年），署知县胡琅、徐沅先后修理。乾隆四十五年（1780年）知县韩腾增建省牲所、斋宿所。道光十一年（1836年）增修仓圣祠。道光十八年（1838年），地震傾圮，知縣樊肇新修葺。咸丰六年（1856年）在杜文秀起义中被毁。光緒十二年（1886年），知縣陳文錦重葺。
民国二十年（1931年）文庙东西两庑被改设为民众教育馆，明伦堂则改为县立中学校务处。此外，由于文庙内流出温泉，泮池被改为民众游泳池。
中华人民共和国成立后，洱源文庙先后由洱源中学、洱源县文化馆、洱源小学使用。大部分建筑被拆除，仅大成殿得以保存。1996年对大成殿进行抢救性修缮。2014年维修大成殿、月台。2017年恢复重建了弘道门、泮池、状元桥、金声玉振二坊、棂星门、名宦乡贤二祠、大成门、南北两庑、崇圣祠和其它附属建筑，并重塑大殿内塑像。

## 建筑
洱源文庙坐西向东，依山而建，布局为左庙右学。原建筑现存大成殿，并恢复重建了弘道门、泮池、状元桥、金声玉振二坊、棂星门、名宦乡贤二祠、大成门、南北两庑、崇圣祠等建筑。大成殿五开间，通面阔19米，通进深15.7米，重檐歇山顶建筑。

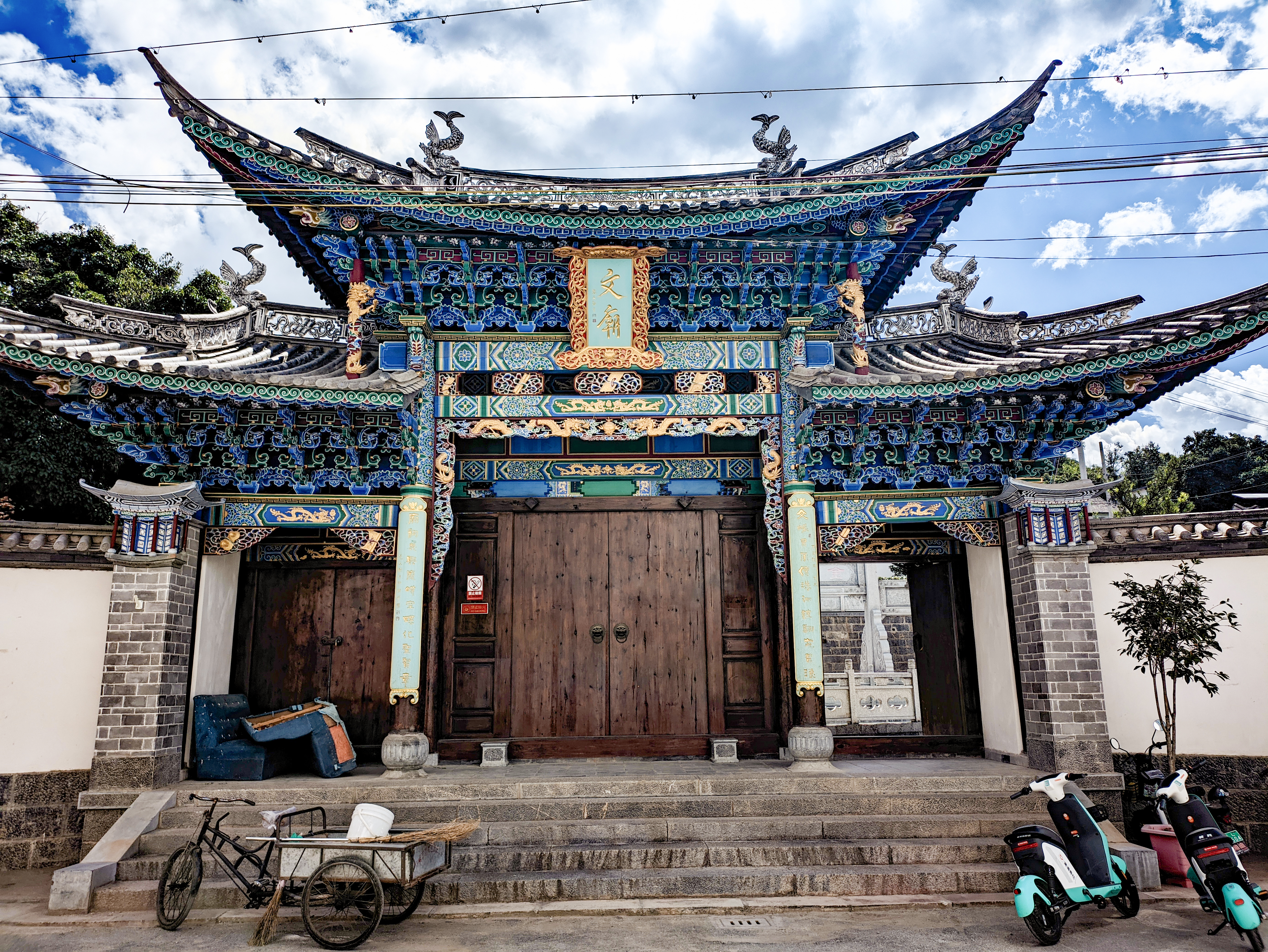
弘道门
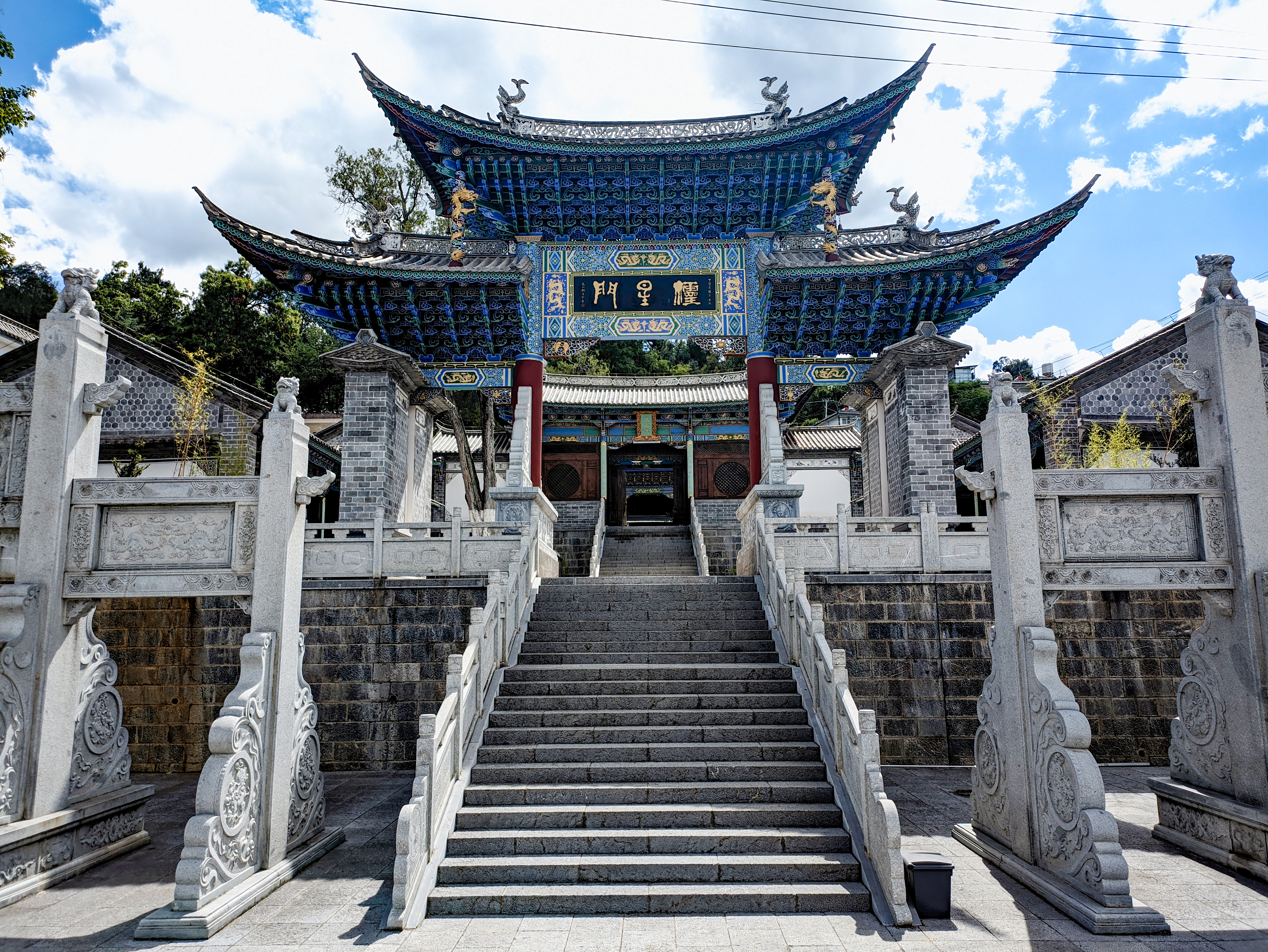
棂星门
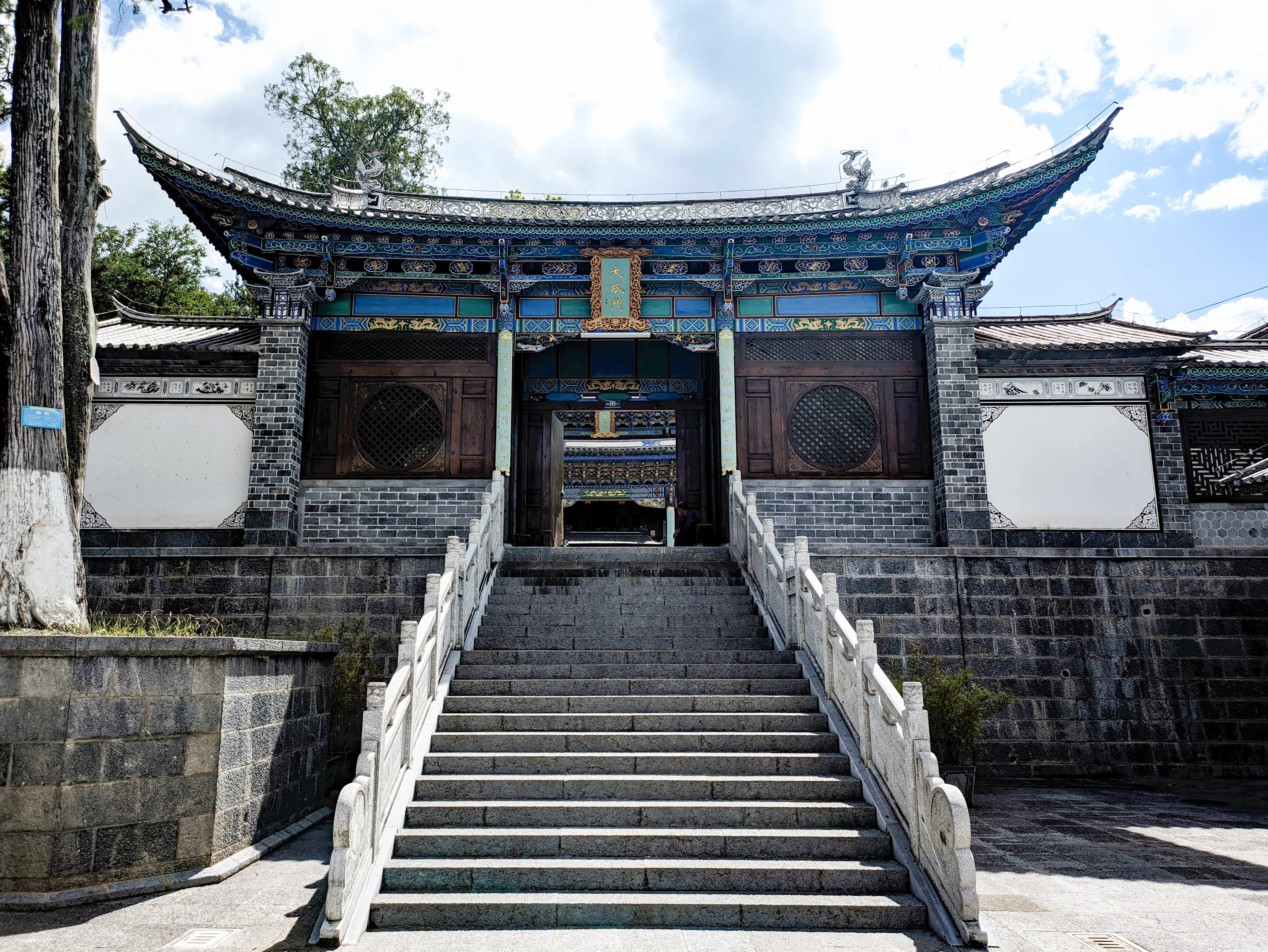
大成门
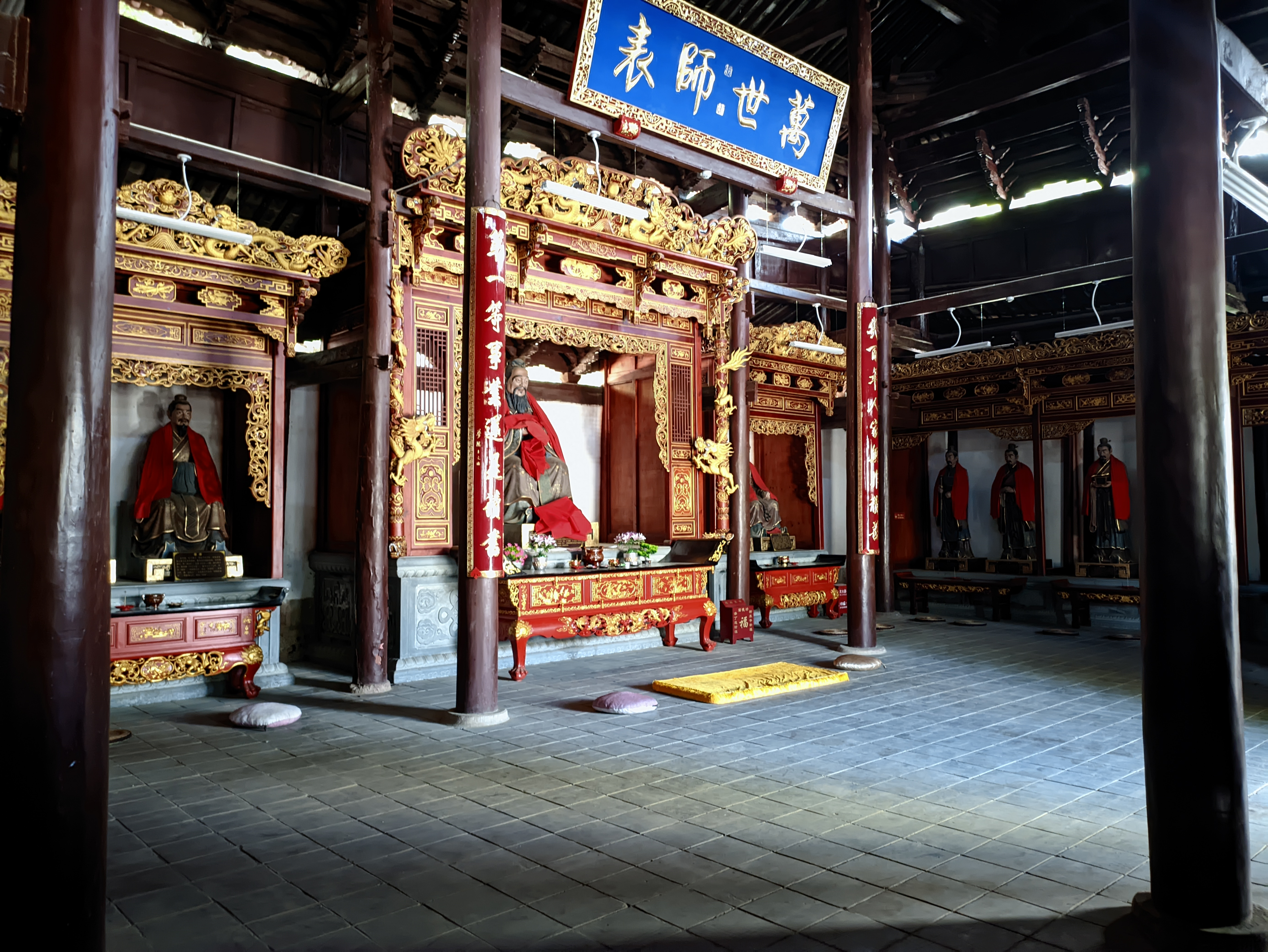
大成殿
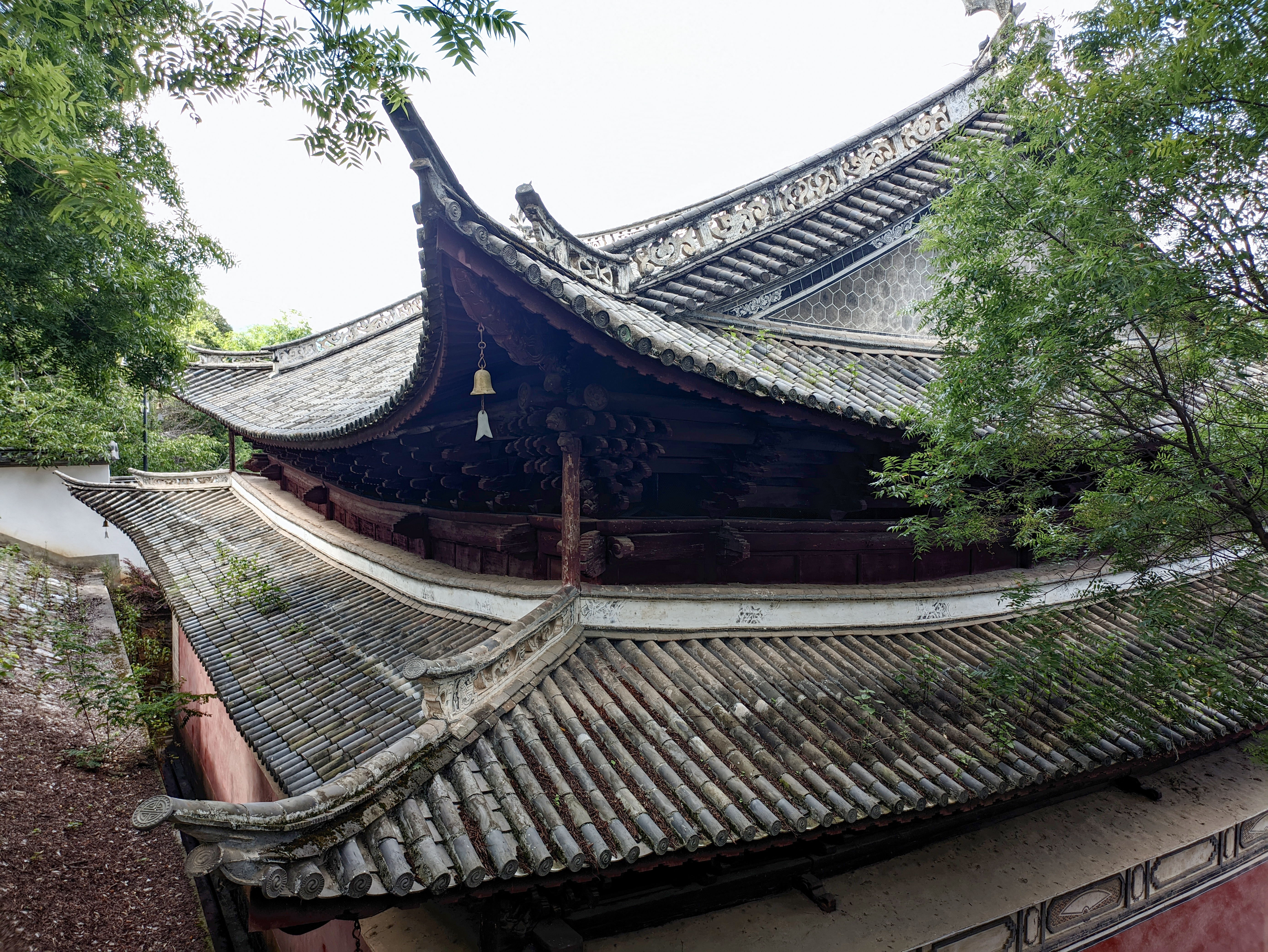
大成殿
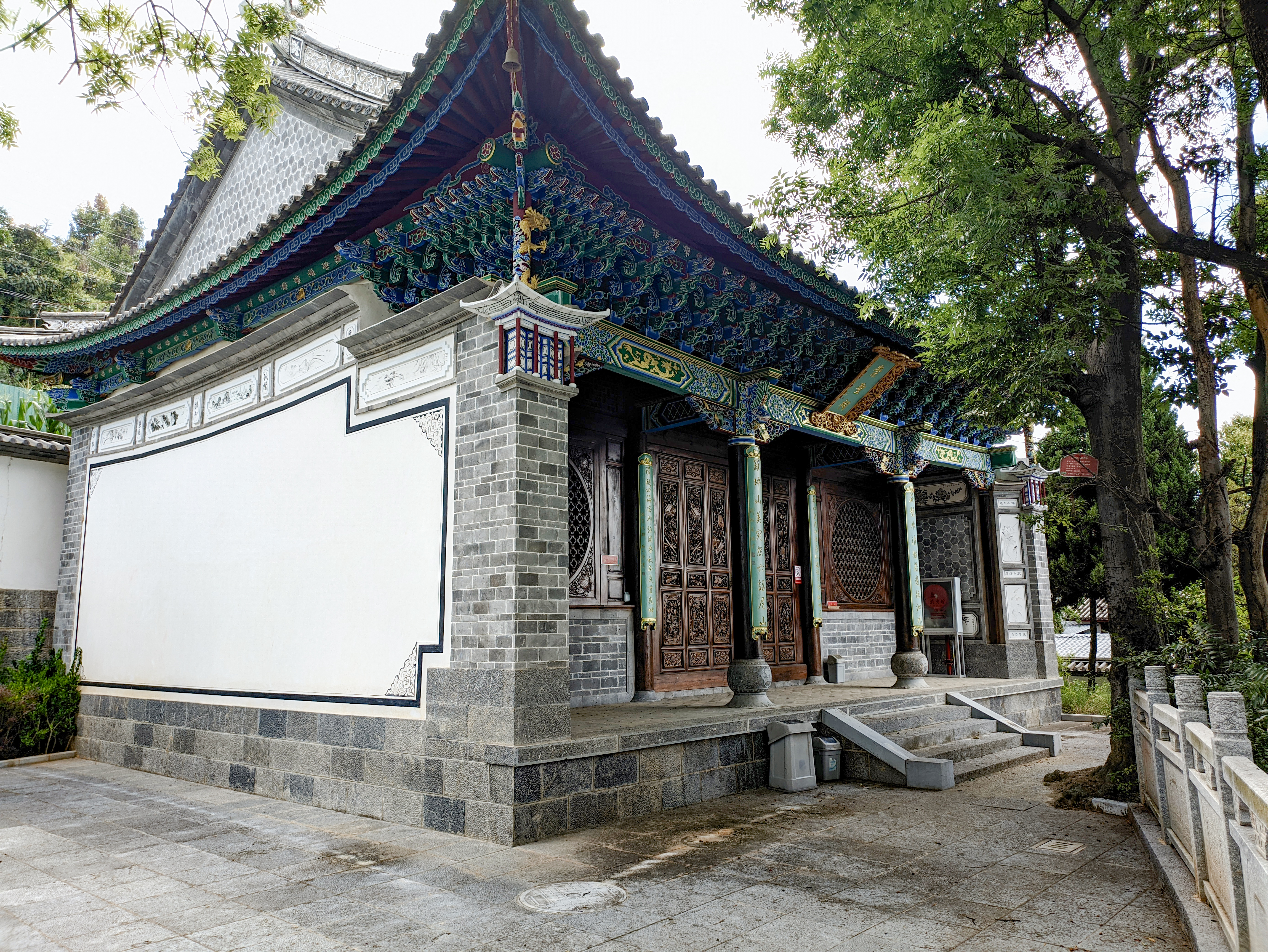
崇圣祠